# Spilosoma uniformis
Spilosoma uniformis là một loài bướm đêm thuộc phân họ Arctiinae, họ Erebidae.